# Paul Videsott
Paul Videsott (* 1971 in Bruneck, Italien) ist ein Südtiroler Romanist mit Spezialisierung auf Ladinistik.

## Biographie
Videsott absolvierte von 1990 bis 1994 an den Universitäten Innsbruck und Eichstätt ein Studium der Romanistik, das er mit einer Diplomarbeit zur Wortbildung im Ladin Dolomitan zum Abschluss brachte. 1999 wurde er in Innsbruck mit einer Dissertation zur ladinischen Anthroponomastik promoviert (seinen eigenen Familiennamen führt er beispielsweise auf den gleichnamigen Hof zurück, dessen Ursprung in einem spät- und vulgär-lateinisch „ovile de subtu“ zu suchen ist, also einem „unteren Schafpferch“, was aus Videsott die ladinische Entsprechung zum deutsch-tirolischen Unterstaller macht). 2004 erlangte er, ebenfalls in Innsbruck, die Habilitation in Romanischer Philologie.
Nach diversen Engagements als Lehrbeauftragter erhielt Videsott 2004 eine außerordentliche Professur am Institut für Romanistik der Universität Innsbruck. Seit 2006 ist er Professor für Romanische Philologie und (weltweit einzigartig) Ladinistik an der Freien Universität Bozen.
Er ist Träger des Walther-von-der-Vogelweide-Förderpreises 1999, des Theodor-Körner-Preises 2001 sowie des Südtiroler Wissenschaftspreises 2018. Seit 2013 ist er, in der Nachfolge Christoph Pans, wissenschaftlicher Leiter des Südtiroler Volksgruppen-Instituts.

## Publikationen (Auswahl)
- Ennebergisches Wörterbuch. Universitätsverlag Wagner, Innsbruck 1998, ISBN 3-7030-0321-9
- Ladinische Familiennamen – Cognoms Ladins. Universitätsverlag Wagner, Innsbruck 2000, ISBN 3-7030-0344-8
- Padania scrittologica. Analisi scrittologiche e scrittometriche di testi in italiano settentrionale antico dalle origini al 1525. Con 15 figure, 60 tabelle e 159 cartine. Niemeyer, Tübingen 2009, ISBN 978-3484523432
- Rätoromanische Bibliographie. Bozen University Press, Bozen 2011, ISBN 978-88-604-6045-5
- Geschichte der ladinischen Literatur. Bozen University Press, Bozen 2013, 3 Bde., ISBN 978-88-6046-060-8
- Bibliografia ladina. Bibliographie des ladinischen Schrifttums. Bibliografia degli scritti in ladino. Band 1: Von den Anfängen bis 1945. Dalle origini al 1945. Bozen University Press, Bozen 2013, ISBN 978-88-6046-066-0 (mit Rut Bernardi und Chiara Marcocci)
- Les plus anciens documents en français de la chancellerie royale capétienne (1241–1300). Présentation et édition. Editions de Linguistique et de Philologie, Strasbourg 2015, ISBN 978-2372760010
- Die Volksgruppen in Europa. Handbuch der europäischen Volksgruppen. 2., überarbeitete und aktualisierte Auflage. Verlag Österreich/Berliner Wissenschaftlicher Verlag, Wien/Berlin 2016, ISBN 978-3-7046-7224-7 (mit Christoph Pan und Beate Sibylle Pfeil); englische Übers.: National Minorities in Europe. Handbook of European National Minorities. 2nd Edition, Revised and Updated. Verlag Österreich/Berliner Wissenschaftlicher Verlag, Vienna/Berlin 2018, ISBN 978-3-7046-7908-6; ital. Übers.: Le minoranze in Europa. Manuale delle Minoranze Europee. Seconda edizione accresciuta e attualizzata. Rubbettino, Soveria Manelli 2018, ISBN 978-88-498-5375-9
- Vocabolar dl ladin leterar / Vocabolario del ladino letterario / Wörterbuch des literarischen Ladinischen. Bozen University Press, Bozen 2020, ISBN 978-88-6046-168-1
- Manuale di linguistica ladina. De Gruyter, Berlin/Boston 2020, ISBN 978-3-11-051962-4 (mit Ruth Videsott und Jan Casalicchio)
- Les Ladins des Dolomites. Armeline, Crozon 2023, ISBN 978-2-910878-47-4